# 卡莫罗战役
卡莫罗战役，又称科马鲁夫战役（Battle of Komarów, or the Zamość Ring），是1920年8月31日发生在波兰境内的一次战斗，是波苏战争后期的一次战役。由于参战人数的原因，这次战役被认为是二十世纪规模最大的骑兵战，有时也被称为1813年以来规模最大的骑兵战，或扎莫希奇的奇迹（乌克兰文学中）。
由于苏联第一骑兵军在利沃夫战役陷入泥潭，导致苏联军队在华沙战役中被波兰军队击败。8月31日，苏联第一骑兵军在谢苗·布琼尼的率领下，放弃围攻利沃夫，去支援撤退的苏军。当他们到达扎莫希奇附近的卡莫罗，波兰军队已经布置好了防线。结果，波兰骑兵大败苏联骑兵，著名的第一骑兵军遭到毁灭性打击。

## 戰役始末

### 戰爭背景
1919年，新建立的波蘭第二共和國和蘇俄開戰，牽涉到的還有烏克蘭地區的各方軍閥政權，這場戰爭就是波蘇戰爭。雖然蘇聯紅軍一開始因為內戰而無力抵抗波蘭軍隊的進逼，卻在1920年春夏之際得以把大批兵力動員到東歐前線，欲把波蘭和親波的烏克蘭軍閥一路驅趕到中歐，波蘭節節敗退，存亡岌岌可危。
1920年8月，波蘭陸軍在瀕臨戰敗的情況下發動大反攻，紅軍在戰略錯誤、派系不合等原因下潰敗，這場戰役被稱為華沙戰役，更有一個知名的稱號「維斯瓦河的奇蹟」，是歷史上波蘭對俄作戰取得最輝煌的勝利之一。
在這一年的8月17日，一支330人的波蘭部隊在利維夫附近的一個車站中血戰十一個小時，終於以318人戰死或被處決的代價拖延了一整天，給予紅軍戰略上的嚴重挫敗，被稱為「波蘭的溫泉關」。
蘇聯的第一骑兵军成立於1918年，是紅軍當時最強大的騎兵部隊，在內戰中戰績輝煌，多次擊敗白軍。這支部隊參與了上述的戰鬥，儘管損失輕微，仍因此失去了動力和珍貴的時間，無法及時加入華沙戰役，對紅軍的大敗有決定性的影響。
第一騎兵軍的指揮官謝苗·布瓊尼在主力大敗後才揮軍北上，攻擊由約瑟夫·畢蘇斯基指揮的波蘭軍隊的右翼，然而卻在利維夫和西布格河上游的激烈交戰中難以前進，行動拖延。當第一騎兵軍在1920年8月30日抵達扎莫希奇的時候，波蘭陸軍已經完成重新部署，在該區域組織出一道防線。

### 前哨衝突
8月29日，蘇聯第一騎兵軍和波蘭第一騎兵師第一次交鋒，一個波蘭的「特殊營」從哥薩克人的後方反擊，打了一場成功的牽制作戰；同天較晚的時分，波蘭第一烏蘭團攻擊數個缺乏保護的紅軍單位，俘虜150人、三門火炮和七挺機槍。
隔天，紅軍繼續向扎莫希奇邁進，但是難以突破波蘭陸軍的機動防禦。堅守在要塞中的守軍包含烏克蘭第六步兵師的殘部、一個團和兩個營的波蘭步兵、三輛裝甲列車、一些較小的單位（共700挺刺刀、150把軍刀），同時波蘭第一騎兵師移駐城市西側的兩個小鎮上，其中一個小鎮叫做卡莫羅。
終於抵達扎莫希奇後，布瓊尼只剩下三個選擇：一、攻打重重防禦下的城市，二、試圖突破城市西側森林中的波蘭第十三步兵師的防線，三、或向更西邊20公里外數量不明的波蘭騎兵進攻。雖然對敵方的軍力缺乏情報，布瓊尼仍選擇從西側繞過扎莫希奇，並認為不會遇到頑強抵抗。

### 第一階段：奮身纏鬥
1920年8月31日清晨，紅軍的一個騎兵旅跨越沼澤向波蘭人的北方前進，紅軍第十一騎兵師在一座小鎮中和波蘭步兵交戰，紅軍第六騎兵師卻在城市西側被波蘭步兵重創。早上六點，兵力200人的波蘭第二「羅基特拿」騎兵團奉命奪取己方騎兵戰線北方的255高地，並在沒有遇到任何抵抗的情況下得手。
不久之後，該騎兵團目擊一個龐大的俄軍車營，該車營和紅軍騎兵混雜且陣列紊亂，波蘭人毫不遲疑地勇猛衝鋒，在敵軍的後衛造成大量死傷，但是俄軍隨後反擊，波蘭人被迫棄守高地，退往附近的Wolica Sniatycka小鎮（地圖上正中央的小鎮），該鎮隨後又在交戰後淪陷。
俄軍在佔據255高地之後嘗試繼續前進，卻被機槍火力阻擋；早上十點，波蘭第九「小波蘭」烏蘭團發動反擊，重奪255高地，俄軍數次反撲都被擊退；波蘭第八「約澤夫·波尼亞托夫斯基親王」烏蘭團則重奪了Wolica Sniatycka小鎮，俄軍丟棄了大量重裝備和布瓊尼的指揮車，布瓊尼本人僅以身免，紅軍第四騎兵師潰散。
十二點，波蘭第九團向高地下的俄軍第十一騎兵師發動另一次衝鋒，後者被派來接替潰敗的俄軍第四騎兵師。經過激烈戰鬥，俄軍擋下了進攻，雙方都承受慘烈傷亡。俄軍第十一騎兵師在半小時的戰鬥後撤退，但是波蘭第七騎兵旅的兵力嚴重損耗。波蘭第九騎兵團在這次戰鬥中也因友軍炮火誤擊而產生嚴重死傷。
波蘭第六騎兵團被當作預備隊，直到此時才往高地下方發起追擊，他們往紅軍騎兵的左翼衝鋒，後者混亂的向扎莫希奇撤退。波蘭第十二「波多里亞」烏蘭團接手追擊的任務，帶給俄軍更多傷亡，直到下午五點才停止。

### 第二階段：誰與爭鋒
大約下午五點，波蘭第八騎兵團在Wolica Sniatycka小鎮附近遭到紅軍騎兵的又一次攻擊，為了對抗這個威脅，整個波蘭第六騎兵旅（第一、第十二、第十四烏蘭團）都被投入衝鋒，經過這場大規模衝擊，此處的俄軍向北後撤。
在短暫的休息後，紅軍在本戰區實力最強的俄軍第六騎兵師終於突破波蘭步兵的包圍圈並抵達主戰場；同一時間，剛結束追擊的波蘭第六旅正在Niewirkow小鎮歇息，第七旅也向東北方向這裡前進會師，但在半路上目睹了Wolica Sniatycka小鎮附近的森林中開始出現的龐大俄軍戰線。
俄軍第六師（包含六個團）組成了戰線，但並未發起進攻，波蘭方面的指揮官尤里烏什·隆美爾（德國名將隆美爾的親戚）則下令所有能行動的部隊都發動總攻擊。波蘭第八、第九團向俄軍正面衝鋒，第一烏蘭團奉命向敵軍右翼衝鋒，第十二團的殘部不久之後也從Niewirkow小鎮前來加入，向俄軍後方衝鋒。遭到來自四面八方的進攻的俄軍在半小時後下令撤退。
俄軍唯一的退路通往東方，路上有波蘭第二軍團步兵師的陣地，紅軍付出極大的代價才突破封鎖。戰役在傍晚以俄軍的敗退結束。

### 結尾與後續
波蘭第一騎兵師向逃亡的敵軍追擊，俄軍雖然突破封鎖向東撤退，仍陷入混亂。9月2日，波蘭第六騎兵旅在瓦什丘夫包抄了俄軍第四十四步兵師，後者的其中一個團慘遭殲滅（僅一百人存活被俘）。第一騎兵軍在1920年9月5日丟了赫魯別舒夫，隔天又被攻陷弗拉基米爾─沃倫斯基，可以說是一路節節敗退，已經失去了作戰決心和攻擊能力。
1920年9月20日，從第二次尼曼河戰役中抽出的波蘭部隊入侵紅軍控制的沃里尼亞地區，紅軍第一騎兵軍面對四面八方的攻擊而崩潰，羅夫諾在18日淪陷。波蘭士兵在九月底到達斯盧奇河，接近俄軍發動整場攻勢之前的陣線。
第一騎兵軍因為損失太過慘重，被從前線抽離、派到後方處理白軍的殘部，直到雙方在十月簽訂停火協定之前都沒有返回東歐。

## 波蘭騎兵最後的輝煌

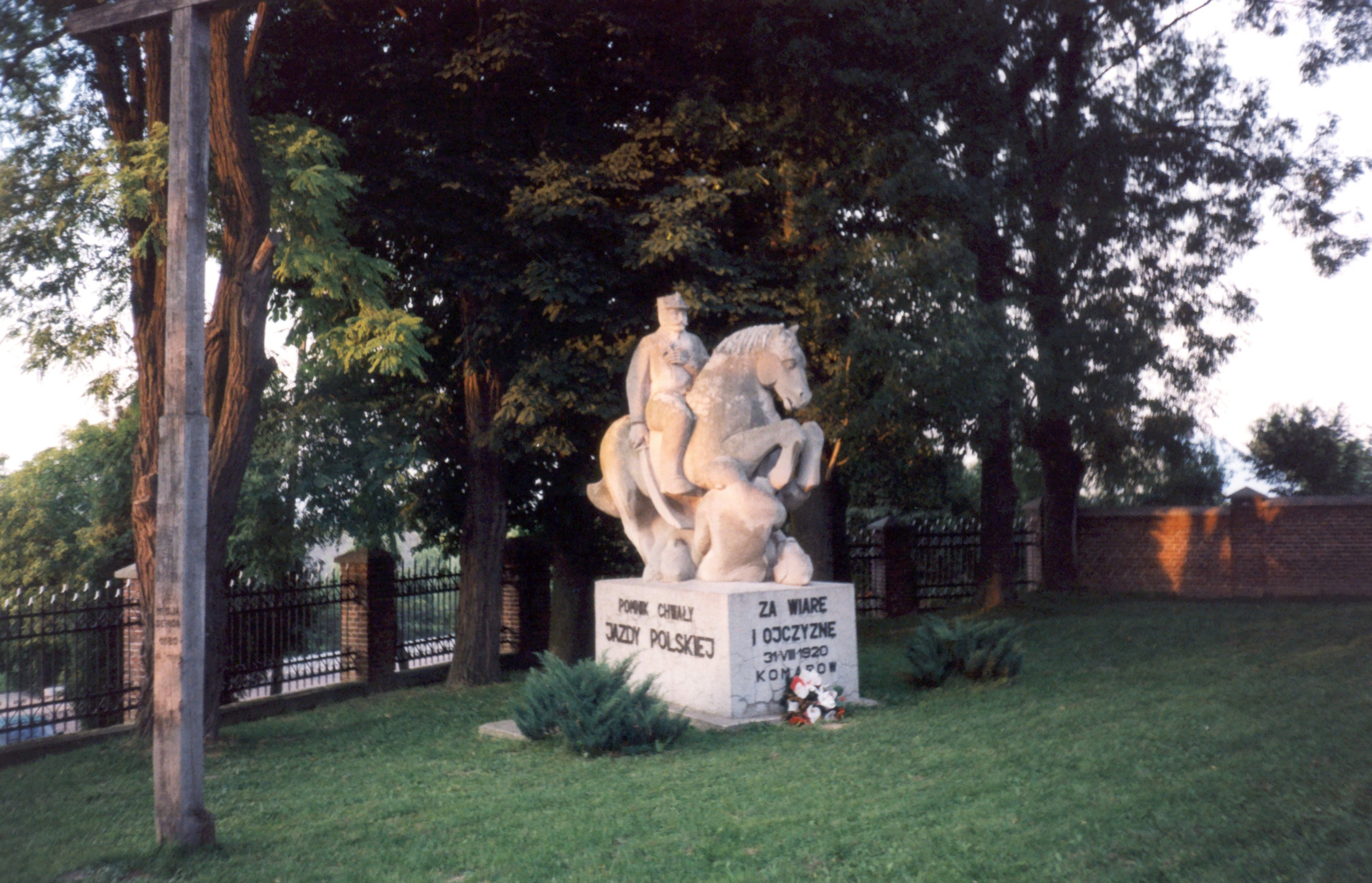
纪念卡莫罗战役的波兰纪念碑。

卡莫羅戰役對紅軍第一騎兵軍來說是一場徹底的災難，擁有兵力和科技優勢的紅軍未能把部隊組織起來，各單位分別發起的攻擊最後都蒙受挫敗，缺乏聯絡和偵查更讓俄軍慘遭重創。本次戰役也讓人確認騎兵衝鋒的威力猶存，絕不是淪為騎馬步兵。
被擊敗之後，紅軍指揮高層失去了對部隊的掌握，士氣和紀律低下的紅軍─特別是「紅色哥薩克」─傳出多起暴力事件，引起民眾之間反感。第一騎兵軍更有紅軍之中罕見的反猶行為，曾傳出謀殺猶太人的事件。
在8月31日主戰場的騎兵戰中，波蘭僅有六個團、約一千七百人，紅軍第一騎兵軍總兵力卻高達二十個團、一萬七千五百人，即使部分紅軍被擋在戰場外圍，兵力仍然相當懸殊，沒人想過會有如此戰果。波蘭軍隊在卡莫羅戰役中損失約五百人和七百匹馬，沒有人被俘；紅軍並未公開損失，外界估計陣亡人數約四千人，另有大量士兵受傷或被俘。
卡莫羅戰役因為參戰人數而被認為是20世紀最大的騎兵戰，並被譽為「1813年以後最偉大的騎兵戰」和「扎莫希奇的奇蹟」。但是，波蘭騎兵雖然證明了自己的實力，卻仍在1939年被納粹的新式戰術所擊潰，騎兵再也不能稱霸大草原。

## 外部連結
- Present-day map of the battleground
- Broken lances and bloody sabres